# Kemal Kılıçdaroğlu
Kemal Kılıçdaroğlu, född 17 december 1948 i byn Ballıca i Tunceli, är en turkisk socialdemokratisk politiker av zaza-kurdisk härkomst. Han är Republikanska folkpartiets (turkiska: Cumhuriyet Halk Partisi) nuvarande partiledare sedan 2010. Han har varit parlamentsledamot för Istanbul sedan 2002.

## Biografi

### Uppväxt och familj
Kemal Kılıçdaroğlu föddes i byn Ballıca i distriktet Nazımiye  i Tunceliprovinsen (Kureyşan), östra Turkiet. Han är fjärde barnen av sju. Hans far var bland de tusentals kurder (kirmanc, kurmanc) som deltog i det misslyckade Dersimupproret. Hans fars släkt härstammar från den iranske sufin Seyyid Mahmud Hayrani som skall ha lämnat sina hemtrakter i Khorasan och bosatt sig i Konya under seljukisk tid.
Familjen hette Karabulut från början och är etniska zazaiska kurder, men på grund av att nästan alla i byn hade familjenamnet Karabulut, så bytte hans far på 1950-talet till familjenamnet Kılıçdaroğlu.
Han började sin karriär i finansdepartementet efter att ha tagit specialistundersökningen år 1971. Han blev sedan en revisor och tillbringade ett år i Frankrike. Han fortsatte sin plikt som ett kontospecialist fram till år 1983, då han utsågs till generaldirektoratet för intäkter. Han tog plats som prefekt, sedan blev han vice generaldirektör för denna institution.
Kemal Kılıçdaroğlu utsågs till Social Security organisationen för hantverkare och egenföretagare (Bağkur) 1991, där han var generaldirektören. Han började arbeta i Social Security Organization (SSK) 1992. Efteråt tog han kontoret som biträdande sekreterare vid ministeriet för arbetsmarknadsfrågor och sociala tryggheten i Turkiet. År 1994 fick han "Bureaucrat of the Year" utmärkelsen av Economic Trend tidningen. Kemal Kılıçdaroğlu blev sedan pensionerad från socialförsäkringsorganisationen i januari 1999.

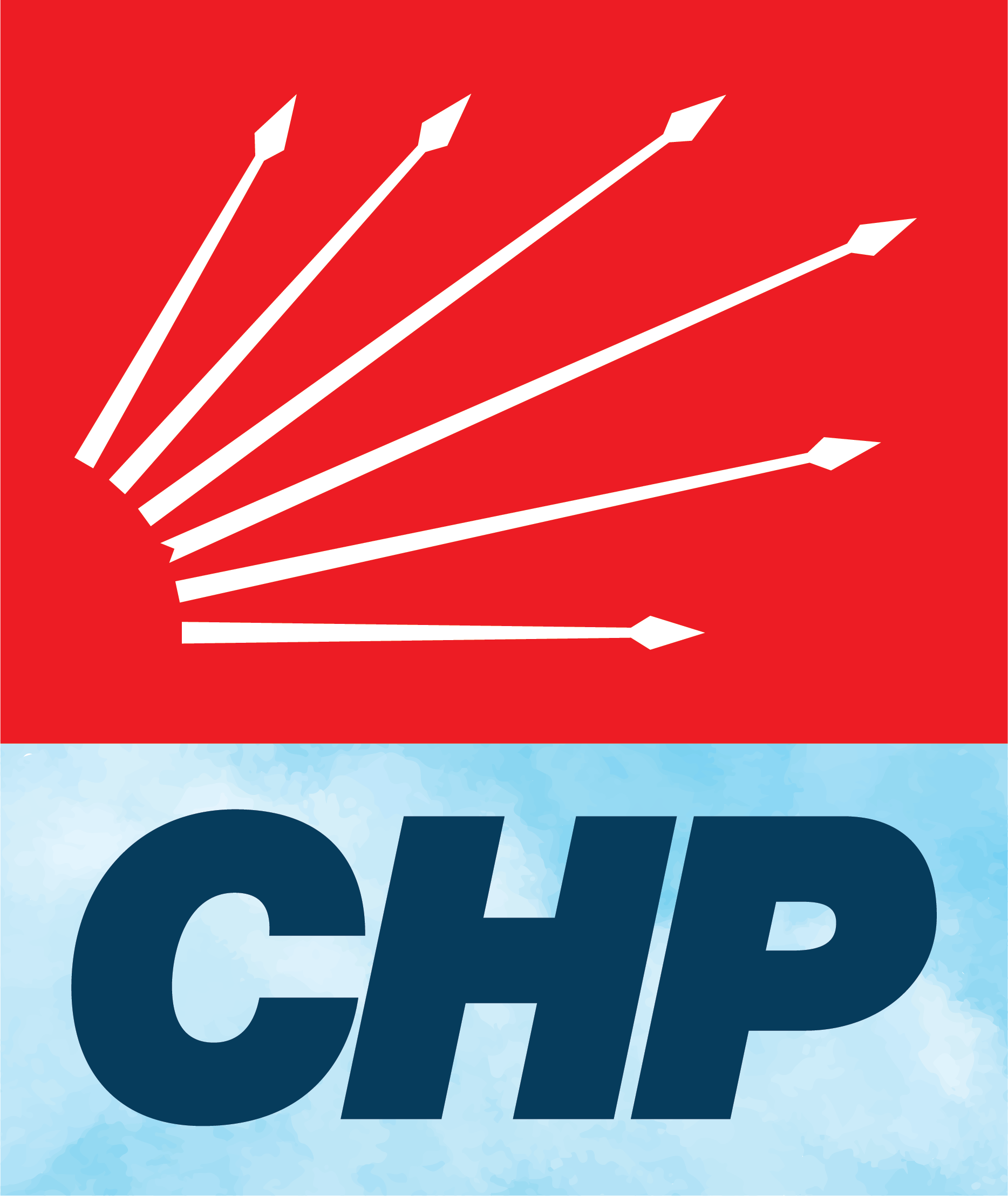
Republikanska folkpartiet (CHP)

## Politik
När han var ordförande i Social Security Organization, blev han inbjuden av ledaren för Republikanska folkpartiet, Deniz Baykal, för att gå med i partiet. Han accepterade och gick med i partiet år 2002. 
Efter valet 2002 kom Kılıçdaroğlu in i Turkiets parlament som milletvekili (riksdagsledamot) från Istanbul. I valet 2007 blev han omvald till riksdagen igen som riksdagsledamot från Istanbul. Han blev då också gruppledare för partiets riksdagsgrupp. Han blev nominerad av CHP till Istanbuls borgmästarämbete 2009 och fick i valet 36,8% av rösterna. 
Kılıçdaroğlu blev vald till Socialistinternationalens vice talman den 31 augusti 2012.

## Valet till Republikanska folkpartiets ledarskap.
Deniz Baykal som har varit ledare för CHP under flera år avgick den 10 maj 2010 på grund av en videobandsskandal. Kılıçdaroğlu tillkännagav sin kandidatur till posten den 17 maj, fem dagar innan partikongressen. För att han ska bli en officiell kandidat så krävdes det minst 20% av rösterna och han fick underskrifter från 1246 av de 1250 delegaterna, som är ett nytt rekord för CHP. Han valdes som ledare för Republikanska folkpartiet år 2010.

### Fotnoter
1. ↑  ”Kemal KILIÇDAROĞLU”. Arkiverad från originalet den 26 april 2011. https://swap.stanford.edu/20110426153845/http%3A//www.chp.org.tr/en/?pm%3Dkemal%2Dkilicdaroglu. Läst 26 oktober 2013.
2. ↑  NE: Dersim
3. ↑  Öğüt, Ensar. Adalet adamı Kemal Kılıçdaroğlu: Kureyşan Ocağı Horasan'dan Anadolu'ya. Halk Kitabevi. sid. 10. ISBN 6052365560. https://books.google.se/books/about/Adalet_adamı_Kemal_Kılıçdaroğlu.html?id=Mm0wswEACAAJ
4. ↑  Alan, Serkan (28 januari 2023). ”Kemal Kılıçdaroğlu ‘baba ocağı’nda: Seyyid Mahmud Hayrani Türbesi'ni ziyaret etti” (på turkiska). Gazete Duvar. https://www.gazeteduvar.com.tr/kemal-kilicdaroglu-baba-ocaginda-seyyid-mahmud-hayrani-turbesini-ziyaret-etti-haber-1600535. Läst 16 maj 2023.
5. ↑  Cebecioglu, Ethem. ”Mahmûd-ı Hayrânî” (på turkiska). TDV İslâm Ansiklopedisi. https://islamansiklopedisi.org.tr/mahmud-i-hayrani. Läst 16 maj 2023.
6. ↑  http://www.radikal.com.tr/politika/nazimiyeli_ailenin_okuyan_tek_cocugu-998321
7. ↑  http://www.chp.org.tr/en/?page_id=104 Arkiverad 4 januari 2011 hämtat från the Wayback Machine.
8. ↑  http://www.hurriyetdailynews.com/default.aspx?pageid=438&n=kilicdaroglu-series-part-1-2010-07-09
9. ↑  Turkish Radio and Television Corporation (TRT): KILIÇDAROĞLU ELECTED DEPUTY CHAIRMAN OF SOCIALIST INTERNATIONAL Publicerad 31.08.2012 12:18:46 UTC
10. ↑  ”CHP delegates convene to elect new leader” (på engelska). Arkiverad från originalet den 29 oktober 2013. https://web.archive.org/web/20131029203043/http://www.todayszaman.com/tz-web/news-210877-103-chp-delegates-convene-to-elect-new-leader.html. Läst 22 september 2014.